# Gradefes
Gradefes – gmina w Hiszpanii, w prowincji León, w Kastylii i León, o powierzchni 205,86 km². W 2011 roku gmina liczyła 1074 mieszkańców.